# Agustín Cousillas
Agustín Sebastián Cousillas (Roque Pérez, Provincia de Buenos Aires, 19 de abril de 1990) es un futbolista argentino. Juega como guardameta.

## Trayectoria

### Tigre
Debutó en primera en un partido válido por el Torneo Inicial 2012 frente a Belgrano de Córdoba, en reemplazo del lesionado Damián Albil, ingresando a los 25 minutos del complemento.
En el primer semestre de 2013, debutó por la Copa Libertadores de América (Javier García estaba lesionado y Damián Albil suspendido). En aquel partido, victoria como local frente a Palmeiras por 1 a 0, el joven arquero tuvo una destacada actuación, siendo así la figura del partido.

### Málaga CF
En verano de 2014, firma por una temporada con el Málaga CF, aunque en principio jugara en su filial el Atlético Malagueño.

### Villa Teresa
A comienzos de 2016 arriba a Club Atlético Villa Teresa. Debuta con victoria, el 27 de febrero, ante el Club Atlético Juventud de Las Piedras.

### Unión La Calera
En agosto de 2016 arriba a Unión La Calera, equipo que milita en la Primera B de Chile.

### Rentistas
A mediados de 2017 arriba a Rentistas del Campeonato Uruguayo.

### Aurora
A mediados de 2018 arriba a Aurora de la Primera División de Bolivia.

### Chacarita de Juniors
En 2020 arriba a Chacarita Juniors de la Primera Nacional.

### Regreso al Aurora
En 2022 vuelve al Aurora.

## Clubes
| Club              | País      | Año       |
| ----------------- | --------- | --------- |
| Tigre             | Argentina | 2012-2014 |
| Málaga C. F.      | España    | 2014-2015 |
| Villa Teresa      | Uruguay   | 2016      |
| Unión La Calera   | Chile     | 2016-2017 |
| Rentistas         | Uruguay   | 2017-2018 |
| Aurora            | Bolivia   | 2018-2019 |
| Chacarita Juniors | Argentina | 2020-2021 |
| Aurora            | Bolivia   | 2022-2024 |

## Vida personal
Es hijo de Rubén Cousillas, exjugador de San Lorenzo de Almagro y ayudante de campo de Manuel Pellegrini.